# 潮汐瓦解事件
潮汐瓦解事件（TDE，tidal disruption event）是一種天文現象，當恆星接近超大質量黑洞（SMBH）並被黑洞的潮汐力拉離時，發生與經歷義大利麵化。恆星的一部分質量會被捕獲到黑洞周圍的吸積盤中，當吸積盤中的物質被黑洞吞噬時，會產生暫時的電磁輻射耀斑。根據早期的論文，潮汐瓦解事件應該是隱藏在星系核中的大質量黑洞活動的必然結果，而後來的理論家們得出結論，恆星碎片積累所產生的爆炸或輻射耀斑可能是正常星系中心存在休眠黑洞的獨特迹象。有時恆星可以在與SMBH相遇後倖存下來，並形成殘骸；這些事件稱為部分TDE。

## 歷史
物理學家約翰·惠勒提出，旋轉黑洞動圈中的恆星破裂可能會通過所謂的"牙膏管效應"，將釋放的氣體加速至相對論速度。惠勒成功地將經典牛頓潮汐瓦解問題的相對論推廣，應用於史瓦西度規或克爾黑洞附近。然而，這些早期的工作限制了他們對不可壓縮恆星模型和/或輕微穿透洛希半徑恆星的關注，在這種情況下，潮汐振幅較小。
在1976年，劍橋天文研究所的天文學家朱漢·弗蘭克（Juhan Frank）和馬丁·里斯探索了星系中心和球狀星團存在黑洞的可能性，確定了恆星被黑洞擾動和吞噬的臨界半徑，這表明在某些星系中觀察這些事件是可能的。但當時，英國研究人員沒有提出任何精確的模型或模擬。 
20世紀80年代初，這一推測性預測和缺乏理論工具引起了巴黎天文台讓-皮埃爾·盧米內和布蘭登·卡特的好奇，他們發明了TDE的概念。他們的第一批作品於1982年發表在《自然》雜誌上，和在1983年的天文學和天體物理學。作者基於"恆星煎餅爆發"模型，利用盧米內（Luminet）運算式描述了活躍星系核（AGNs）心臟的潮汐擾動，該模型描述了超大質量黑洞產生的潮汐場， 以及他們稱之為「煎餅爆炸」的效果，以限定由這些干擾導致的輻射爆發。後來，在1986年，盧米內和卡特在《天體學報增補》雜誌上發表了一篇分析文章，內容涵蓋了TDE的所有案例，而不僅僅是10%的"義大利麵"和其它"煎餅"。
僅僅十年後，即1990年，通過DLR/NASA倫琴衛星的"全天候"X射線調查，發現了第一批符合TDE標準的候選者。自那時以來，已經發現了十幾個候選者，其中包括紫外線或可見光中更為活躍的來源，但原因仍然很神秘。

## 發現
最後，盧米內和卡特的理論得到了觀測結果的證實。觀測結果顯示，位於AGN中心（如NGC 5128或NGC 4438）以及銀河系中心（人馬座A*）的一個巨大物體吸積恆星碎片，從而引發壯觀的噴發。TDE理論甚至解釋了以代號ASASSN-15lh更為人所知的超亮超新星SN 2015L，是一顆被大質量黑洞事件視界吸收之前爆炸的超新星。
目前，所有已知的TDE和TDE候選者都已列入由哈佛大學CfA管理"開放TDE目錄" ，自1999年以來已登錄了91個條目。

## 新的觀察結果
2016年9月，中國安徽合肥中國科學技術大學的一個團隊宣佈，利用NASA的廣域紅外線巡天探測衛星的數據，在一個已知黑洞觀測到恆恒星潮汐瓦解事件。位於美國馬里蘭州巴爾的摩的約翰霍普金斯大學的另一個團隊檢測到了另外三個事件。在每一個情况下，天文學家都假設瀕臨瓦解的恆星產生的天體物理噴流會發出紫外線和X射線輻射，這些輻射會被黑洞周圍的塵埃吸收，並以紅外線輻射的形式發出。不僅探測到了這種紅外輻射，他們還得出結論，噴流的紫外線和X射線輻射發射與塵埃的紅外輻射發射之間的延遲可以用來估計吞噬恆星的黑洞大小。
2019年9月，使用TESS衛星的科學家宣佈，他們在3.75億光年外目睹了一次名為ASASSN-19bt的潮汐瓦解事件。
2020年7月，天文學家報告了與ASASSN-20hx相關的"硬潮汐瓦解事件候選者"的觀測，該事件位於星系NGC 6297的核心附近，並指出該觀測代表了"極少數具有硬功率定律X射線光譜的潮汐瓦解事件之一"。

## 潮汐瓦解半徑
潮汐瓦解半徑{\displaystyle R_{T}}是質量黑洞{\displaystyle M_{BH}}潮汐瓦解半徑為R^*和質量為M^*的接近恆星的距離，近似如下：
{\displaystyle R_{T}\approx R^{*}({\frac {M_{BH}}{M^{*}}})^{\frac {1}{3}}}
通常黑洞的潮汐瓦解半徑大於它的史瓦西半徑{\displaystyle R_{S}={\frac {2GM}{c^{2}}}}，但考慮到恆星的半徑和質量固定，黑洞有一個質量，當兩個半徑相等{\displaystyle R_{T}=R_{S}}，這意味著在這一點上，恆星在被撕裂之前就會消失。

## 外部連結
- The Open TDE catalog （页面存档备份，存于）, a catalog of claimed tidal disruption events.